# Ectropis exesaria
Ectropis exesaria är en fjärilsart som beskrevs av Achille Guenée 1858. Ectropis exesaria ingår i släktet Ectropis och familjen mätare. Inga underarter finns listade i Catalogue of Life.